# Coniothyrium celmisiae
Coniothyrium celmisiae är en svampart som beskrevs av Syd. 1924. Coniothyrium celmisiae ingår i släktet Coniothyrium och familjen Leptosphaeriaceae.   Inga underarter finns listade i Catalogue of Life.